# トラル級コルベット
トラル級コルベット（トラルきゅうコルベット、またはフーガス級コルベット）は、朝鮮人民軍海軍のコルベットの艦級。

## 来歴
もともとは1930年代から44隻の建造が行われた、ソ連海軍のフーガス級掃海艇（英語版）である。そのうちの2隻が北朝鮮海軍に無償で譲渡された。1980年代に改修を受け、各種兵装に変化がみられる。西側では1980年代に退役したものと思われていたが、」671番艦が1993年のノドン発射の際に日本海に展開し、海上自衛隊のP-3Cに撮影されている。現在では1003番艦は2005年に退役し文川基地で記念艦となっているようだが、671番艦と思われる1隻が新型の鴨緑級コルベット配備後も東海艦隊に配備されている。2024年時点で建造から80年以上が経過している。

## 設計

### 兵装
改修前は主砲として100ミリ単装砲を備えていたとみられるが、防御力に難点があり、1980年代の改修で装甲を有する85ミリ単装砲に換装されている。これは、T-34/85戦車の戦車砲を用いたとも言われるが、詳細は不明である。